# Перисторотые сомы
Перисторотые сомы, или перистороты (лат. Chaetostoma) — род лучепёрых рыб из семейства кольчужных сомов, обитающий в Южной Америке. Научное название происходит от греческих слов chaite — «волос», и stoma — «рот».

## Описание
Общая длина представителей этого рода колеблется от 5,1 до 30 см. Наблюдается половой диморфизм: самцы несколько крупнее самок. Голова большая, широкая, сильно уплощённая сверху. С возрастом передняя часть головы становится шире. Глаза маленькие. Рот умеренно большой. Эти сомы лишены усов, у некоторых видов присутствуют небольшие наросты в углах рта. Туловище массивное, широкое, у ряда видов — стройное. Брюхо у самцов более плоское, у самок — округлое. Спинной плавник довольно большой и длинный. Грудные плавники широкие, у самцов они более развиты. У некоторых видов на этих плавниках есть шипики. Брюшные плавники по размеру практически не уступают грудным. Анальный плавник небольшой. Жировой плавник маленький. Хвостовой плавник достаточно широкий.
Общий окрас колеблется от серого до чёрного цвета. Все тело покрыто жёлтыми  или белыми крапинками или жёлтыми полосками.

## Образ жизни
Это донные рыбы. Предпочитают жить в чистых пресных водоёмах, любят быстрые течения, в частности горные потоки. Встречаются на высоте 3500 м над уровнем моря. Активные ночью. Днём прячутся в пещерах и различных укрытиях. Питаются преимущественно растительностью, прежде всего водорослями и детритом, также употребляют животную пищу (беспозвоночных, мелких рыб).

## Размножение
Икру откладывают в специально вырытую нору возле камней или скалы. Считается, что крупные брюшные плавники играют роль в оплодотворении яиц.

## Распространение
Распространены в водоёмах Панамы, Венесуэлы, Колумбии, Эквадора и Перу. Некоторые виды встречаются в Бразилии.

## Классификация
На апрель 2018 года род включает 45 видов:
- Chaetostoma aburrensis (Posada, 1909)
- Chaetostoma alternifasciatum Fowler, 1945
- Chaetostoma anale (Fowler, 1943)
- Chaetostoma anomalum Regan, 1903 — Аномальный перисторот[1]
- Chaetostoma bifurcum Lujan et al., 2015
- Chaetostoma branickii Steindachner, 1881
- Chaetostoma breve Regan, 1904
- Chaetostoma brevilabiatum Dahl, 1942
- Chaetostoma changae Salcedo, 2006
- Chaetostoma daidalmatos Salcedo, 2006
- Chaetostoma dermorhynchum Boulenger, 1887
- Chaetostoma dorsale Eigenmann, 1922
- Chaetostoma dupouii Fernández-Yépez, 1945
- Chaetostoma fischeri Steindachner, 1879
- Chaetostoma formosae Ballen, 2011
- Chaetostoma guairense Steindachner, 1881
- Chaetostoma jegui Rapp Py-Daniel, 1991
- Chaetostoma lepturum Regan, 1912
- Chaetostoma leucomelas Eigenmann, 1918
- Chaetostoma lineopunctatum Eigenmann & Allen, 1942
- Chaetostoma loborhynchos Tschudi, 1846
- Chaetostoma machiquense Fernández-Yépez & Martín Salazar, 1953
- Chaetostoma marginatum Regan, 1904
- Chaetostoma marmorescens Eigenmann & Allen, 1942
- Chaetostoma microps Günther, 1864
- Chaetostoma milesi Fowler, 1941
- Chaetostoma mollinasum Pearson, 1937
- Chaetostoma niveum Fowler, 1944
- Chaetostoma nudirostre Lütken, 1874
- Chaetostoma palmeri Regan, 1912
- Chaetostoma patiae Fowler, 1945
- Chaetostoma paucispinis Regan, 1912
- Chaetostoma pearsei Eigenmann, 1920
- Chaetostoma sovichthys Schultz, 1944
- Chaetostoma spondylus Salcedo & Ortega, 2015
- Chaetostoma stannii Lütken, 1874
- Chaetostoma stroumpoulos Salcedo, 2006
- Chaetostoma tachiraense Schultz, 1944
- Chaetostoma taczanowskii Steindachner, 1882
- Chaetostoma thomsoni Regan, 1904
- Chaetostoma trimaculineum Lujan et al., 2015
- Chaetostoma vagum Fowler, 1943
- Chaetostoma vasquezi Lasso & Provenzano, 1998
- Chaetostoma venezuelae (Schultz, 1944)
- Chaetostoma yurubiense Ceas & Page, 1996

## Галерея

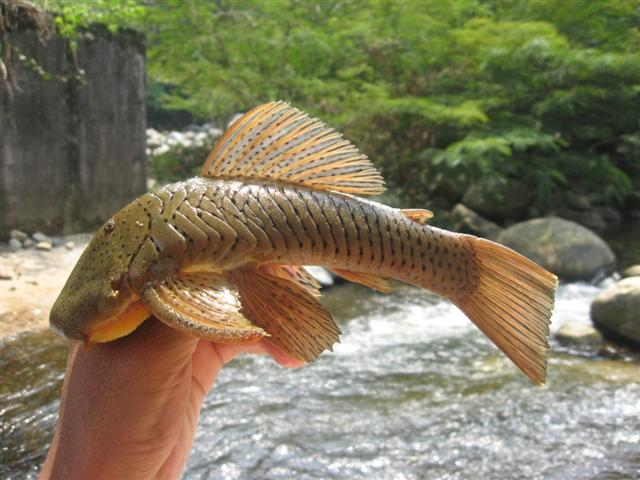
Chaetostoma milesi
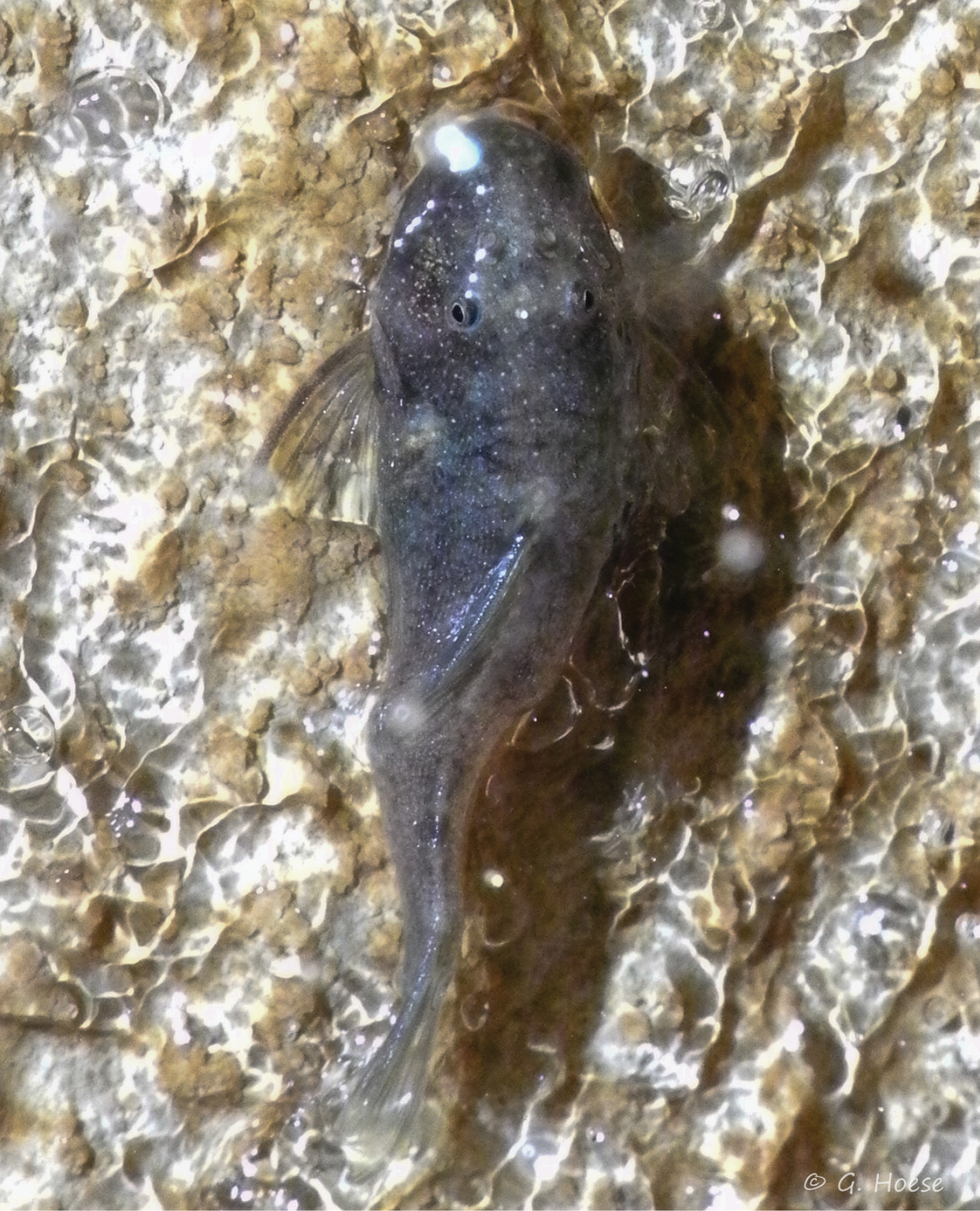
Chaetostoma microps